# Cenothyla
Cenothyla es un género de coleópteros adéfagos de la familia Carabidae.

## Especies
Contiene las siguientes especies:
- Cenothyla cognata (Chaudoir, 1843)
- Cenothyla consobrina (Lucas, 1857)